# Sùng An (Thân vương)
Sùng An (tiếng Trung: 崇安; 5 tháng 9 năm 1705 – 14 tháng 10 năm 1733) hay Trùng An (冲安), hiệu Hữu Trúc Chủ nhân (友竹主人), Hữu Trúc Đạo Nhân (友竹道人), thất danh Hữu Trúc hiên (友竹轩) là một hoàng thân của nhà Thanh trong lịch sử Trung Quốc, người thừa kế 1 trong 12 tước vị Thiết mạo tử vương.

## Cuộc đời
Sùng An sinh vào giờ Tý, ngày 18 tháng 7 (âm lịch) năm Khang Hi thứ 44 (1705), trong gia tộc Ái Tân Giác La. Ông là con trai trưởng của Khang Điệu Thân vương Xuân Thái, mẹ ông là Trắc Phúc tấn Y Nhĩ Căn Giác La thị. Năm Khang Hi thứ 48 (1709), phụ thân ông qua đời, ông được thế tập tước vị Khang Thân vương đời thứ 3, tức Lễ Thân vương đời thứ 6.
Năm Ung Chính thứ 3 (1725), ông kiêm quản Quốc tử giám Đại thần. Năm thứ 4 (1726), tháng 9, ông được giao quản lý sự vụ Hán quân Tương Hồng kỳ. Năm thứ 5 (1727), tháng 3, lại quản lý sự vụ Hán quân Chính Hồng kỳ. Cùng năm đó, tháng 5, ông quản lý sự vụ Chính Lam kỳ (cả ba kỳ Mãn Châu, Hán quân và Mông Cổ). Đến tháng 11, nhậm chức Tông lệnh, chưởng quản sự vụ Tông Nhân phủ. Năm thứ 6 (1728), nhậm Nghị chính. Năm thứ 8 (1730), ông bị cách chức ở Tông Nhân phủ. Năm thứ 9 (1731), ông suất binh chinh chiến để phòng ngừa Cát Nhĩ Đan. Ông được lệnh mang ấn thay quyền Phủ viễn Đại tướng quân, dẫn quân hồi kinh.
Năm thứ 11 (1733), ngày 7 tháng 9 (âm lịch), giờ Sửu, ông qua đời, thọ 28 tuổi, được truy thụy "Tu" (修), tức Khang Tu Thân vương (康修親王).

## Gia quyến

### Thê thiếp
- Đích Phúc tấn: Mã Giai thị (馬佳氏), con gái của Trung Đạt công Mã Lễ Thiện (瑪禮善).
- Trắc Phúc tấn:
  - Tây Lâm Giác La thị (西林覺羅氏), con gái của Nhất đẳng Thị vệ Cát Nhĩ Tát (噶爾薩).
  - Y Nhĩ Căn Giác La thị (伊爾根覺羅氏), con gái của Trác Khắc Thác Lý (扎克托里).

### Con trai
1. Khôi Phúc (魁福; 1724 – 1725), mẹ là Trắc Phúc tấn Tây Lâm Giác La thị. Chết yểu.
2. Vĩnh Ân (永恩; 1727 – 1805), mẹ là Trắc Phúc tấn Tây Lâm Giác La thị. Năm 1753 được thế tập tước vị Khang Thân vương. Sau khi qua đời được truy thụy Lễ Cung Thân vương (禮恭親王). Có một con trai.
3. Vĩnh Huệ (永㥣; 1729 – 1790), mẹ là Trắc Phúc tấn Y Nhĩ Căn Giác La thị. Năm 1817 được truy phong làm Lễ Thân vương. Có bốn con trai.